# Kraj rozwijający się
| 0.950 i powyżej 0.900–0.949 0.850–0.899 0.800–0.849 0.750–0.799 | 0.700–0.749 0.650–0.699 0.600–0.649 0.550–0.599 0.500–0.549 | 0.450–0.499 0.400–0.449 0.350–0.399 poniżej 0.350 niedostępne |

Kraje nowo uprzemysłowione 2009

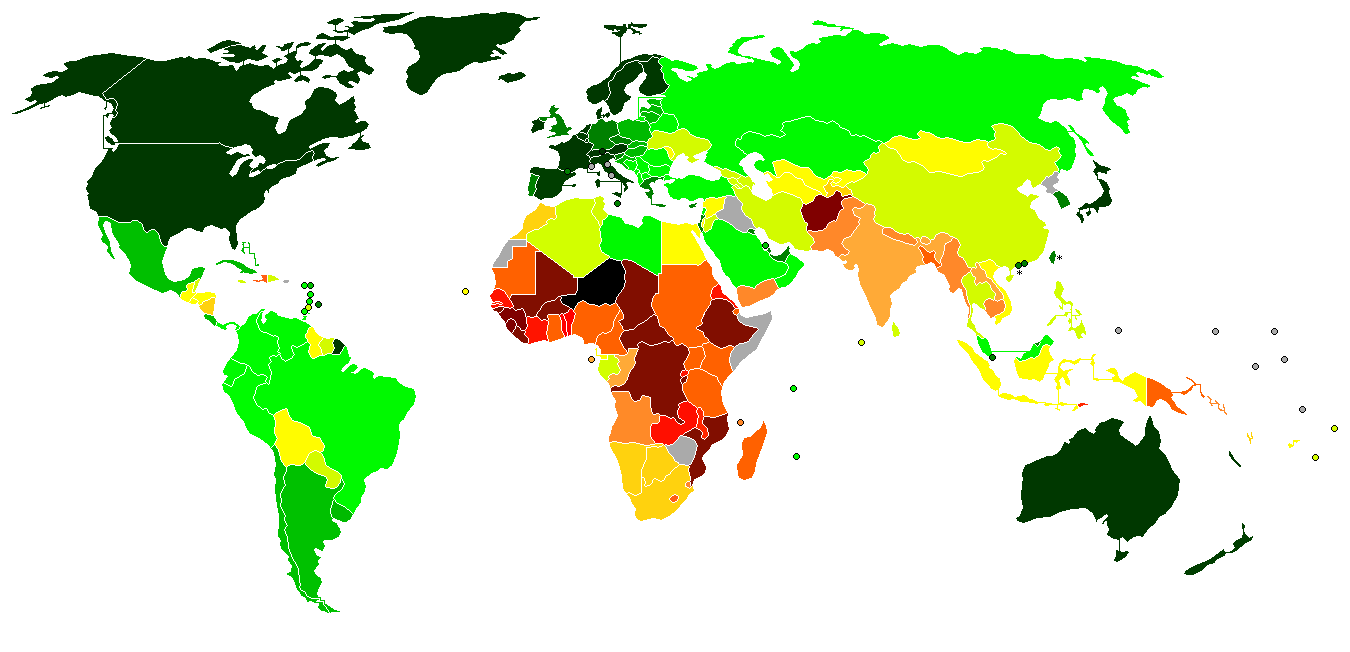
Mapa świata przedstawiająca wskaźnik HDI (2007, opublikowane 5-10-2009)

Kraj rozwijający się – termin określający kraj o niskim poziomie dóbr materialnych. Nie istnieje jednak ogólnie przyjęta definicja kraju rozwiniętego, a poziom rozwoju krajów rozwiniętych również może być zróżnicowany.
Niektóre organizacje, takie jak Bank Światowy, używają klasyfikacji numerycznej, traktując wszystkie kraje o niskim i średnim przychodzie jako rozwijające się. W najnowszej klasyfikacji gospodarki krajowe zostały podzielone według danych PKB per capita za 2008 rok – kraje o GNI per capita poniżej 11 905 USD zostały zaliczone do krajów rozwijających się. Inne instytucje używają mniej dokładnych definicji.
Kraje o rozwiniętej gospodarce, o których nie można jeszcze powiedzieć „kraje rozwinięte”, określane są jako „kraje nowo uprzemysłowione”.

## Definicja
Kofi Annan, były sekretarz generalny Narodów Zjednoczonych zdefiniował kraje rozwinięte jako: A developed country is one that allows all its citizens to enjoy a free  and healthy life in a safe environment (tłum: „Kraje rozwinięte to te, które pozwalają swoim obywatelom cieszyć się wolnością i zdrowiem w bezpiecznym otoczeniu”).
Lecz według Departamentu Statystycznego Narodów Zjednoczonych nie ma ustalonych konwencji dla określenia rozwinięty czy rozwijający się w stosunku do krajów należących do ONZ.
Ponadto intencją używania określeń „rozwinięty” czy „rozwijający się” jest wyłącznie uzyskanie wygody w kontekście danych statystycznych; określenia te nie mają na celu wyrażania rzeczywistego poziomu rozwoju poszczególnych krajów
W obiegowym rozumieniu Japonia, Kanada, Stany Zjednoczone, Australia, Nowa Zelandia oraz Europa są postrzegane jako regiony rozwinięte. W międzynarodowych statystykach dotyczących handlu: Południowoafrykańska unia celna oraz Izrael są postrzegane jako rozwinięte. Państwa powstałe z rozpadu Jugosławii, z wyjątkiem Słowenii, są postrzegane jako kraje rozwijające się, natomiast kraje Europy wschodniej oraz WNP nie są zaliczane ani do „rozwiniętych” ani „rozwijających się regionów”.
Przed kwietniem 2004 roku, MFW nie zaliczał krajów Europy wschodniej (w tym krajów Europy środkowej, które wciąż należą do Grupy wschodnioeuropejskiej w instytucjach ONZ), krajów byłego ZSRR w środkowej Azji (Kazachstan, Uzbekistan, Kirgistan, Tadżykistan i Turkmenistan) oraz Mongolii ani do regionów „rozwiniętych” ani „rozwijających się”, a określał je mianem „kraje w czasie transformacji”. Mimo to międzynarodowe raporty traktowały te państwa jako „rozwijające się”.
W XXI wieku cztery azjatyckie tygrysy (Hongkong, Singapur, Korea Południowa i Tajwan)  zaczęły być postrzegane jako „rozwinięte” regiony, a kraje takie jak Cypr, Izrael, Malta i Słowenia jako „nowo rozwinięte kraje”.
Według Hansa Roslinga pojęcie krajów rozwijających się od lat 80. XX wieku stopniowo traci sens ze względu na zmniejszanie się różnic w oczekiwanej długości życia, dzietności i dochodach.

## Lista krajów rozwijających się
Poniższe kraje zaliczane są przez Międzynarodowy Fundusz Walutowy do grupy „gospodarki wschodzące i rozwijające się” (ang. Emerging and Developing Economies).
- Afganistan
- Albania
- Algieria
- Angola
- Antigua i Barbuda
- Arabia Saudyjska
- Argentyna
- Armenia
- Aruba
- Azerbejdżan
- Bahamy
- Bahrajn
- Bangladesz
- Barbados
- Belize
- Benin
- Bhutan
- Białoruś
- Boliwia
- Bośnia i Hercegowina
- Botswana
- Brazylia
- Brunei
- Bułgaria
- Burkina Faso
- Burundi
- Chile
- Chiny
- Chorwacja
- Czad
- Czarnogóra
- Demokratyczna Republika Konga
- Dominika
- Dominikana
- Dżibuti
- Egipt
- Ekwador
- Erytrea
- Eswatini
- Etiopia
- Fidżi
- Filipiny
- Gabon
- Gambia
- Ghana
- Grenada
- Gruzja
- Gujana
- Gwatemala
- Gwinea
- Gwinea Bissau
- Gwinea Równikowa
- Haiti
- Honduras
- Indie
- Indonezja
- Irak
- Iran
- Jamajka
- Jemen
- Jordania
- Kambodża
- Kamerun
- Katar
- Kazachstan
- Kenia
- Kirgistan
- Kiribati
- Kolumbia
- Komory
- Kongo
- Kosowo
- Kostaryka
- Kuwejt
- Laos
- Lesotho
- Liban
- Liberia
- Libia
- Macedonia Północna
- Madagaskar
- Malawi
- Malediwy
- Malezja
- Mali
- Maroko
- Mauretania
- Mauritius
- Meksyk
- Mikronezja
- Mjanma
- Mołdawia
- Mongolia
- Mozambik
- Namibia
- Nauru
- Nepal
- Niger
- Nigeria
- Nikaragua
- Oman
- Pakistan
- Palau
- Panama
- Papua-Nowa Gwinea
- Paragwaj
- Peru
- Polska
- Południowa Afryka
- Republika Środkowoafrykańska
- Republika Zielonego Przylądka
- Rosja
- Rumunia
- Rwanda
- Saint Kitts i Nevis
- Saint Lucia
- Saint Vincent i Grenadyny
- Salwador
- Samoa
- Senegal
- Serbia
- Seszele
- Sierra Leone
- Somalia
- Sri Lanka
- Sudan
- Sudan Południowy
- Surinam
- Syria
- Tadżykistan
- Tajlandia
- Tanzania
- Timor Wschodni
- Togo
- Tonga
- Trynidad i Tobago
- Tunezja
- Turcja
- Turkmenistan
- Tuvalu
- Uganda
- Ukraina
- Urugwaj
- Uzbekistan
- Vanuatu
- Wenezuela
- Węgry
- Wietnam
- Wybrzeże Kości Słoniowej
- Wyspy Marshalla
- Wyspy Salomona
- Wyspy Świętego Tomasza i Książęca
- Zambia
- Zimbabwe
- Zjednoczone Emiraty Arabskie

## Krytyka pojęcia
W kontrze do teorii rozwoju, z której wywodzi się podział na kraje rozwinięte i rozwijające się, stoi teoria zależności z końca lat 60. XX wieku. Zauważa ona, że rozwój i „niedorozwój” są nierozłączne – rozwój jednych odbywa się bowiem kosztem drugich. Kraje rozwinięte, których gospodarka w dużej części opiera się na usługach i technologii, korzystają ekonomiczne z niskich kosztów produkcji i taniej siły roboczej w krajach rozwijających się. Nierówności między krajami rozwiniętymi i rozwijającymi się w dużej części wynikają z kolonialnych i neokolonialnych zależności. Potęga wielu krajów rozwiniętych w dużej części została zbudowana dzięki eksploatacji kolonii – wykorzystywały one surowce, tanią siłę roboczą oraz niewolnictwo, inwestowały w produkcję materiałów i kierowały gospodarki lokalne w stronę, która służyła metropolii.

## Określenia alternatywne

Globalna Północ (kolor niebieski) i globalne Południe (kolor czerwony)

Jako alternatywy dla określenia „kraje rozwijające się” oraz dla przestarzałego i deprecjonującego „Trzeci Świat” w latach 80. XX wieku roku Willy Brandt  jako najbardziej neutralne i mniej hierarchiczne zaproponował określenie „globalne Południe” (w opozycji do „globalnej Północy”, czyli krajów o wysokim wskaźniku rozwoju gospodarczo-społecznego). Równolegle do globalnego Południa/globalnej Północy funkcjonują też mniej popularne analogiczne określenia „większość świata/mniejszość świata” (albo „globalna większość/globalna mniejszość”), „centrum/peryferia”, „kraje dominujące/kraje podporządkowane”, „kraje uprzywilejowane/kraje nieuprzywilejowane”. Każdy podział świata na dwie części bywa jednak krytykowany za swoją umowność, generalizację i niejednoznaczność. Podkreśla się, że kraje świata są zbyt różnorodne i nie da się umieścić ich jednoznacznie w dwóch opozycyjnych kategoriach, a także to, że taki podział, niezależnie od nazwy, zawsze będzie wartościujący i będzie odróżniał „lepszą” część świata od tej „gorszej”. Badacze postkolonialni widzą w takich binarnych opozycjach kontynuację kolonialnego podziału świata.